# San Mateo Xoloc
San Mateo Xoloc, eller bara San Mateo, är en ort i Mexiko, tillhörande kommunen Tepotzotlán i delstaten Mexiko. San Mateo Xoloc ligger i den centrala delen av landet och tillhör Mexico Citys storstadsområde. Orten hade 8 958 invånare vid folkräkningen 2010, och är kommunens tredje största ort.